# 福留ハム
福留ハム株式会社（ふくとめハム、英: FUKUTOME MEAT PACKERS, LTD.）は、広島県広島市西区に本社を持つ大手食品加工メーカー。1919年創業。
「福」の字は正確には「しめすへん」を「示」のように書く。

## 歴史
- 1919年 - 初代福原留次、精肉卸問屋を創業[3]。
- 1948年 - 初代取締役社長の中島治が広島市福島町において食肉加工品の製造販売を目的として福留ハム製造所を開設[4]。
- 1958年 - 資本金500万円で株式会社に改組[3]。本店を広島市福島町に置き、初代社長に中島治が就任した[4]。
- 1962年 - 九州支社・小倉工場を新設[3]。
- 1965年 - 広島工場（広島市安佐北区）を新設[3]。
- 1969年 - 本社社屋を新築[3]。
- 1973年 - 佐賀工場を新設し株式会社佐賀福留を設立[3]。
- 1977年 - 熊本工場を新設[3]。
- 1979年 - 宮崎工場を新設し株式会社宮崎福留を設立[3]。
- 1980年 - 東京工場を新設[3]。
- 1982年 - 小倉フーズ株式会社を設立[3]。
- 1983年 - 株式会社広島フーズを設立[3]。
- 1984年 - 広島工場を増設しバイオクリーンルームを設置[3]。
- 1987年 - 本社社屋を新築移転し、広島証券取引所株式上場[3]。
- 1988年 - 福留ハムパックセンターを新設[3]。
- 1989年 - 関東工場を新設[3]。
- 1990年 - 大阪証券取引所第2部株式上場[3]。
- 1992年 - 松戸福留株式会社を設立[3]。
- 1997年 - 昴株式会社を設立[3]。
- 1999年 - 新熊本工場を新設[3]。
- 2000年 - 東京証券取引所第2部株式上場（東京証券取引所と広島証券取引所との合併によるもの）[4]。

## 主な商品
- 花ソーセージ
- 本腸ソーセージ
- ロマンティック街道
- 広島港町ハム工房
- 広島もち豚
- 水・塩・炭のこだわりシリーズ

## 工場
- 広島工場（広島県広島市安佐北区）
- 小倉工場（福岡県北九州市小倉北区）
- 熊本工場（熊本県菊池市）
- 東京工場（千葉県松戸市）

## 提供番組
※:新型コロナウイルスの影響で提供自粛。終息次第スポンサー復帰。広島テレビのみ、テレビアニメの提供番組としては『トミカ絆合体 アースグランナー』や『マジカパーティ』の間はCMを穴埋めする形で放映されていた。
- テレビ派 - 広島テレビにおける5時台スポンサー（月曜日）
- ZIP! - 広島テレビにおけるローカルスポンサー2（6:16頃～6:24頃）（火曜日）
- 情報ライブ ミヤネ屋 - 広島テレビにおける15時台ローカルスポンサー（金曜日）※
- スッキリ - 広島テレビにおける第2部前半ローカルスポンサー（水曜日）※